# Peter James
Peter James (ur. 22 sierpnia 1948 w Brighton) – współczesny angielski twórca thrillerów i powieści kryminalnych. Jego książki zostały przetłumaczone na 29 języków. Większość z nich trafiła na listy bestsellerów.
Autor regularnie uczestniczy jako obserwator w pracy policji hrabstwa Sussex w rodzinnym Brighton. Bierze także udział w oględzinach miejsc zbrodni, sekcjach zwłok oraz przesłuchaniach przestępców. Interesuje go model psychologiczny przestępcy i uczestniczy w licznych międzynarodowych konferencjach kryminologicznych. Z tego powodu w jego książkach można się doszukać wielu dynamicznych fabuł, realistycznych bohaterów, i przede wszystkim rzetelnego podejścia do pracy policji.
Ponadto jest również scenarzystą i producentem filmów takich jak: Kupiec wenecki z Alem Pacino, czy też Most przeznaczenia z Robertem De Niro. Na swoim koncie ma liczne nagrody zarówno za produkcje filmowe jak i książkowe.

## Twórczość
Cykl z Royem Grace’em
- Zabójczy żart lub Pogrzebany (Dead Simple, 2005)
- Śmierć na sprzedaż lub Taka piękna śmierć (Looking Good Dead, 2006)
- Nie dość martwy (Not Dead Enough, 2007)
- Tropy umarłego (Dead Man’s Footsteps, 2008)
- Czekając na śmierć (Dead Tomorrow, 2009)
- Już nie żyjesz (Dead Like You, 2010)
- Uścisk nieboszczyka (Dead Man’s Grip, 2011)
- Wciąż żywa (Not Dead Yet, 2012)
- W godzinie śmierci (Dead Man’s Time, 2013)
- Poprosisz mnie o śmierć (Want You Dead, 2014)
- Twoja kolej na śmierć (You Are Dead, 2015)
- Love You Dead (2016)
- Need You Dead (2017)
- Dead If You Don't (2018)
- Dead At First Sight (2019)
- Find Them Dead (2020)
- Left You Dead (2021)
- Wish You Were Dead (2021)
- Picture You Dead (2022)
- Stop Them Dead (2023)
- They Thought I Was Dead: Sandy's Story (2024)

Inne powieści
- Dead Letter Drop (1981)
- Atom Bomb Angel (1982)
- Billionaire (1983)
- Travelling Man (1984)
- Biggles: The Untold Story (1986)
- Possession (1988)
- Dreamer (1989)
- Sweet Heart (1990)
- Mrok (Twilight, 1991)
- Prophecy (1992)
- Host (1993)
- Alchemist (1996)
- Getting Wired (1996)
- The Truth (1997)
- Denial (1998)
- Faith (2000)
- The Perfect Murder (2010)
- Ludzie doskonali (Perfect People, 2011)
- Dom na wzgórzu (The House on Cold Hill, 2015)